# Museu de Grenoble
El Museu de Grenoble és un museu de Belles arts i antiguitats a la ciutat de Grenoble (França).
Situat en el marge esquerre del riu Isèra, a la plaça de Lavalette, és conegut tant per les seves col·leccions d'art antic com per les seves col·leccions d'art modern i contemporani. El museu de Grenoble va ser el primer museu d'art modern a França en la dècada de 1920.
El museu organitza cada any dues exposicions temporals.

## Col·leccions
Creat en 1798 per Louis-Joseph Jay, el museu ha tingut durant el segle XX grans donants com el general Léon de Beylié o Georgette Agutte.
El museu exhibeix una col·lecció de pintura dividida en dues seccions des de la inauguració del seu nou edifici el 1994:
- La secció de pintura antiga inclou obres de pintors com Taddeo di Bartolo, Jacopo Torriti, Cessare da Sesto, Perugino, Paolo Veronese (el gran llenç Crist davant la dona de Zedebeo), Giorgio Vasari, Philippe de Champaigne (la col·lecció més gran dels seus quadres després de la pertanyent al Louvre), Charles Le Brun, Rubens, Georges de La Tour, Canaletto, Ingres i Delacroix. Aquest museu també acull un conjunt de quatre importants quadres de Francisco de Zurbarán (L'Anunciació, L'Adoració dels pastors, L'Adoració dels Mags i La Circumcisió), que constitueixen el mostrari més gran de Zurbarán visible a França.

- La secció de pintura moderna (des de finals del segle XIX) és una de les més grans a França fora de París: mostra pintures de mestres com Henri Matisse, Modigliani, Paul Gauguin, Henri Fantin-Latour, Claude Monet, Giorgio Morandi, Pablo Picasso, Pierre-Auguste Renoir i Andy Warhol. L'art contemporani també està ben representat amb obres d'artistes francesos, italians i americans.

## Antiguitats i dibuixos

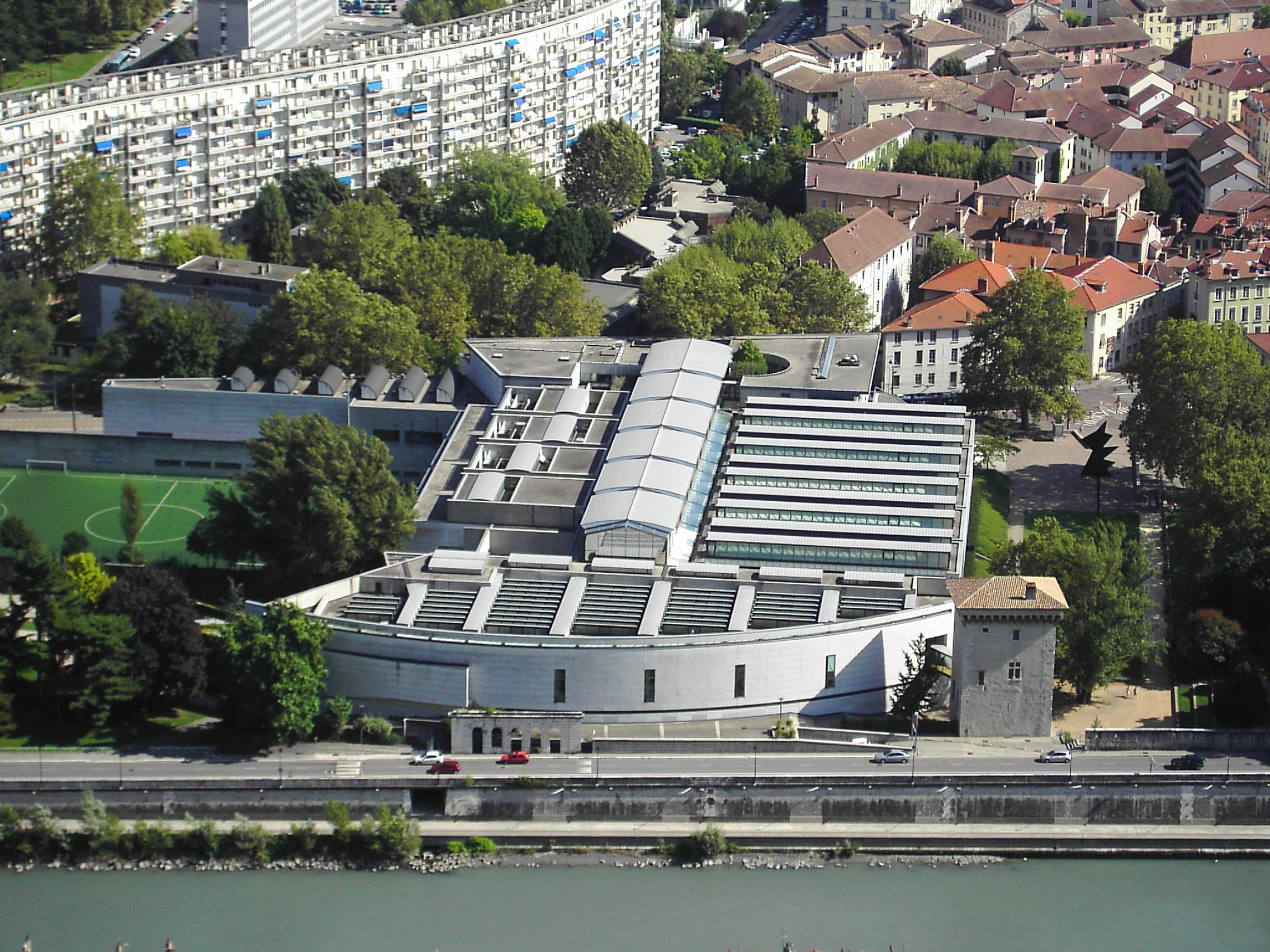
Museu i Torre de l’illa.

Les antiguitats d'Egipte i l'arqueologia de Grècia i Roma ocupen dues sales del museu en la planta -1 del museu. Diversos personatges han contribuït a la constitució d'aquesta col·lecció com Jean-François Champollion, Jean-Marie Dubois-Aymé o Louis de Saint-Ferriol.
Aquest conjunt es complementa amb una àmplia col·lecció de dibuixos molt important, amb fulles d'alta qualitat. Una torre construïda el 1401, la torre de l’illa (Tour de l'isle) connectada al museu per un pont d'acer i cristall, alberga aquesta col·lecció de dibuixos.

## Jardí d'escultures
A més de dues sales d'escultures en el museu, el museu està construït al voltant d'un jardí d'escultures de 16.000 metres quadrats.

## Galeria d'imatges

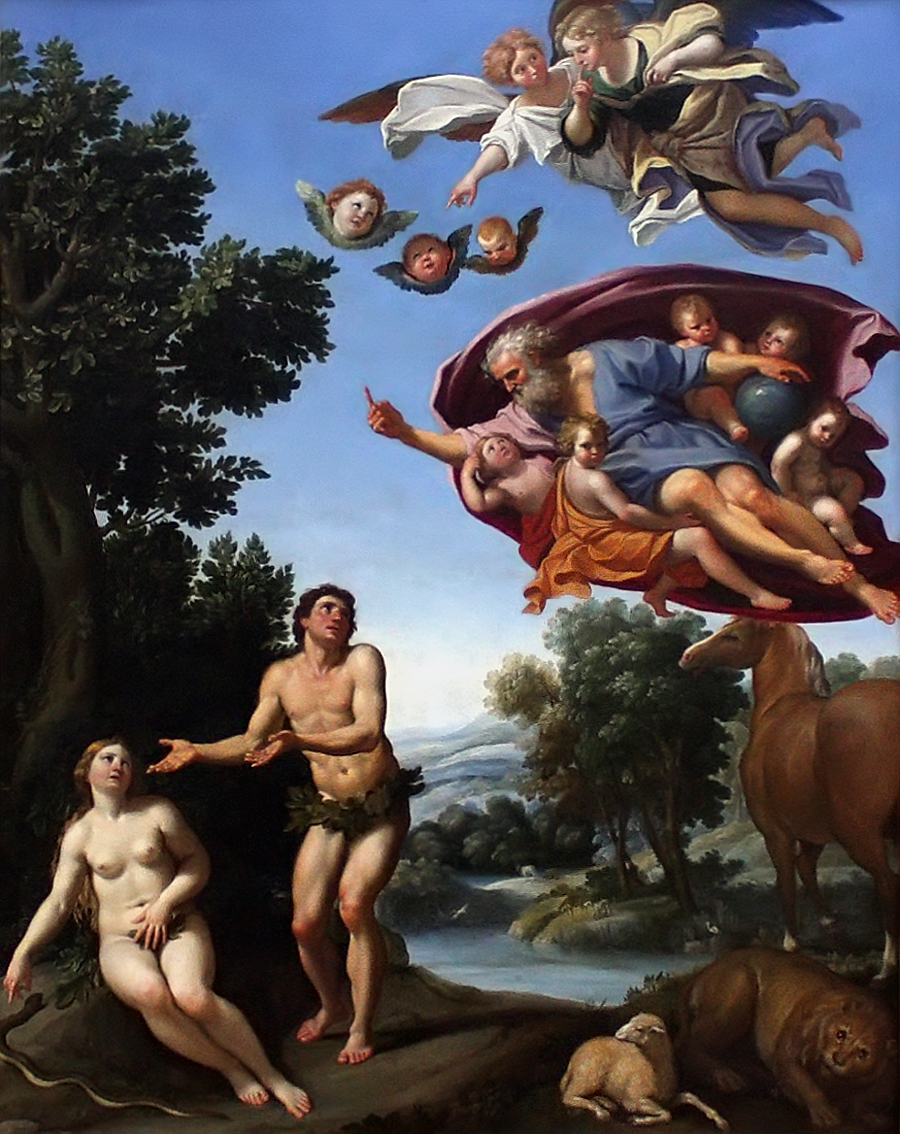
Adán y Eva Domenichino
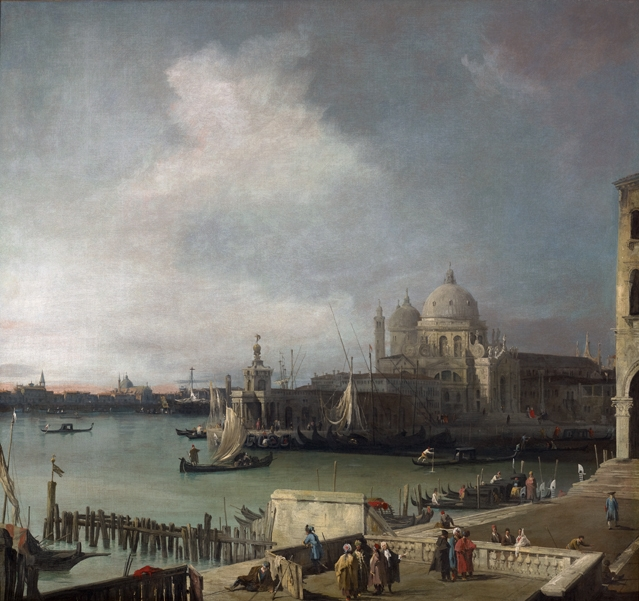
L'entrada al Gran Canal.Canaletto
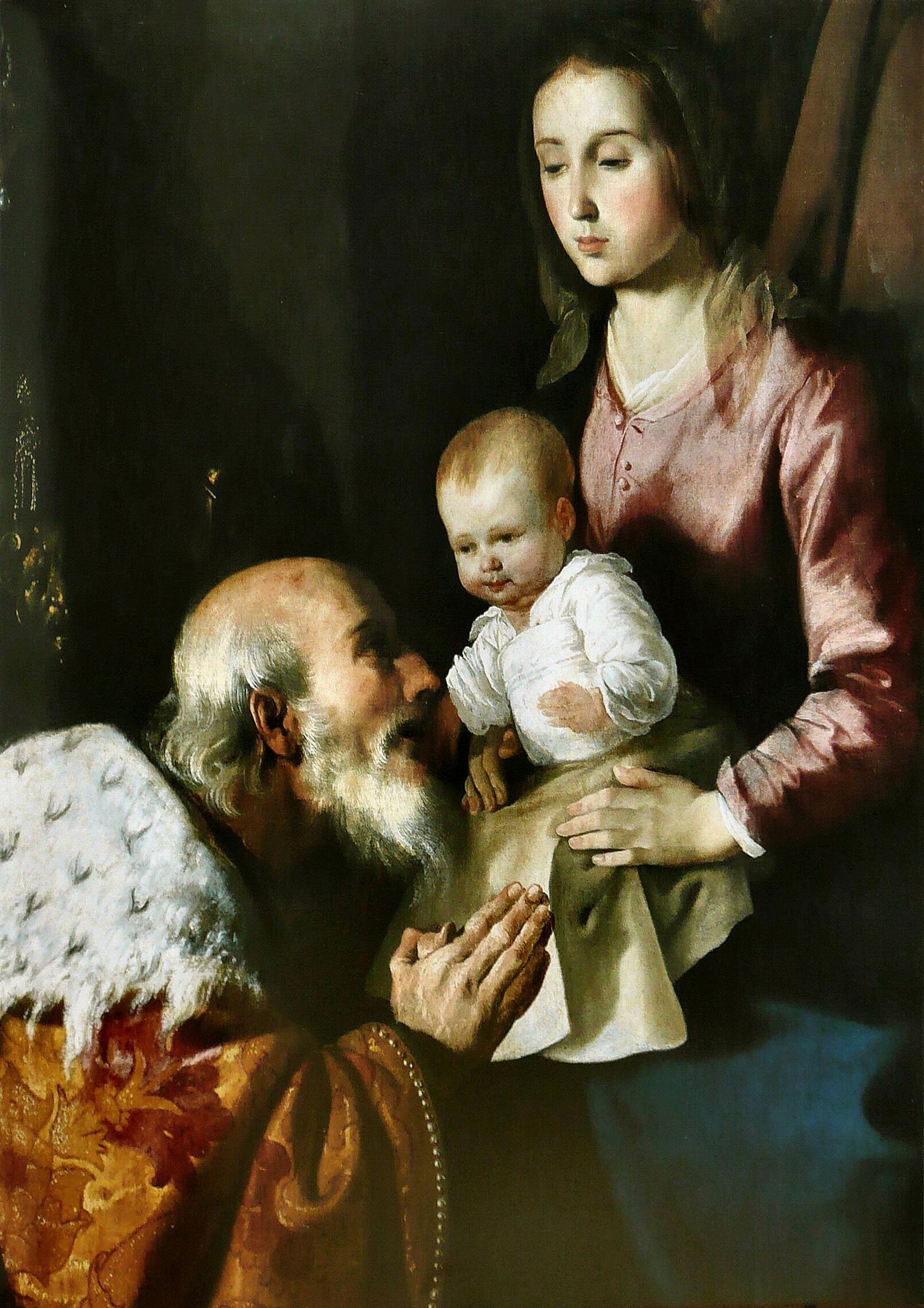
Adoració dels Mags (detall). Francisco de Zurbarán
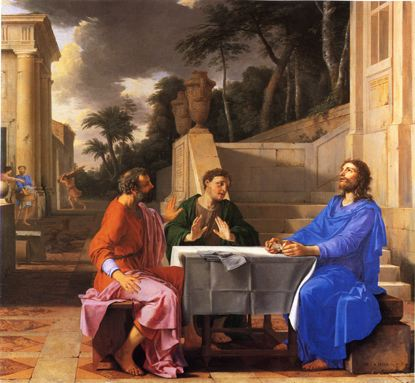
L’aparició de Cris als peregrins d'Emaús. Laurent de La Hyre
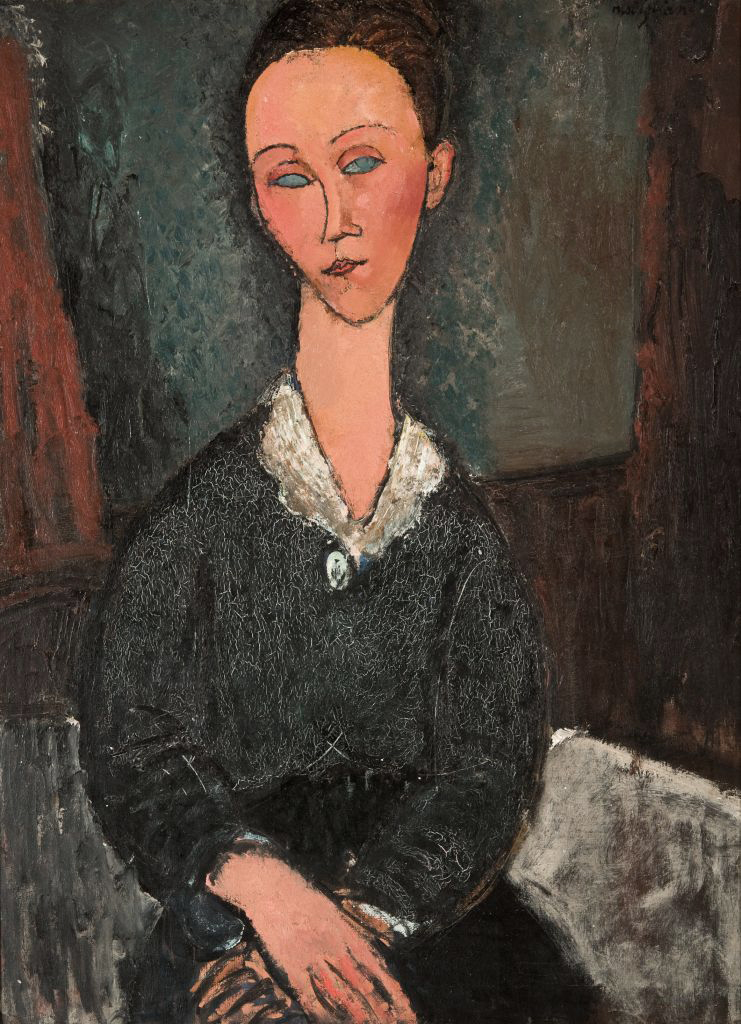
Retrat de dona amb coll blanc. Modigliani
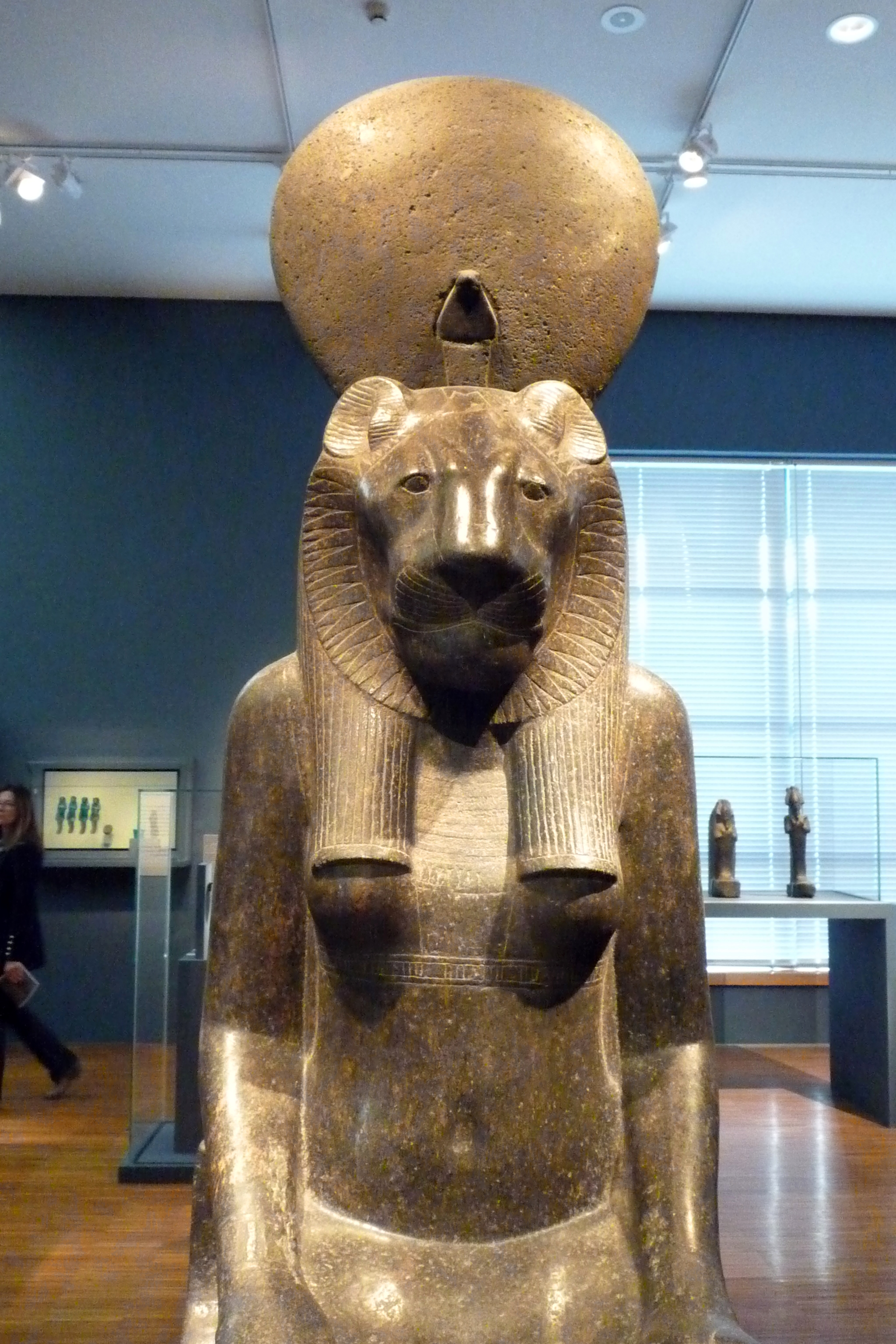
La deessa Sekhmet durant l'exposició Servir als deus d'Egipte